# Ukrainische Sprache
Die ukrainische Sprache oder Ukrainisch (im Ukrainischen українська мова ukrajinska mowa, wissenschaftliche Transliteration ukrajins’ka mova; früher auch Ruthenisch genannt) ist eine Sprache aus der ostslawischen Gruppe des slawischen Zweigs der indogermanischen Sprachen.
Die ukrainische Sprache ist alleinige landesweite Amtssprache der Ukraine und wird dort von rund 32 Millionen Menschen als Muttersprache gesprochen. Ukrainische Dialekte werden auch im zu Russland gehörenden Kuban-Gebiet (Himbeerene Ukraine) gesprochen. Daneben gibt es Ukrainer und Nicht-Ukrainer, die es als Zweitsprache verwenden. Ukrainisch ist nach dem Russischen und Polnischen die slawische Sprache mit der dritthöchsten Sprecherzahl.
Ukrainisch wird mit einer Variante des kyrillischen Alphabets geschrieben.

## Geschichte
Ukrainisch gehört zusammen mit dem Russischen, dem Belarussischen und dem Russinischen zur ostslawischen Sprachgruppe.
Der Name „Rus“ für das ursprüngliche Siedlungsgebiet der Ostslawen führte später bisweilen zu Verwechslungen, wo es mit Russland gleichgesetzt oder historisch unzutreffend so genannt wurde. So kam es beispielsweise zu den älteren Bezeichnungen „Großrussisch“ für Russisch und „Kleinrussisch“ (oder Ruthenisch) für Ukrainisch, die zusammen mit dem Belarussischen und unter der Annahme einer Art gemein-„russischen“ Dachsprache auch unter vielen Sprachwissenschaftlern noch bis in die 1960er Jahre als Dialekte aufgefasst wurden.
In der ältesten Epoche (ungefähr bis zum 14. Jahrhundert) hatten alle Ostslawen eine gemeinsame Schriftsprache (Altostslawisch), in der mittleren (ca. 15. bis 18. Jahrhundert) benutzten die Vorfahren der heutigen Ukrainer und Belarussen gemeinsam die ruthenische Sprache.

1596 erschien ein Wörterbuch kirchenslawisch-ruthenisch – „Lexis“ von Lawrenti Zizania.

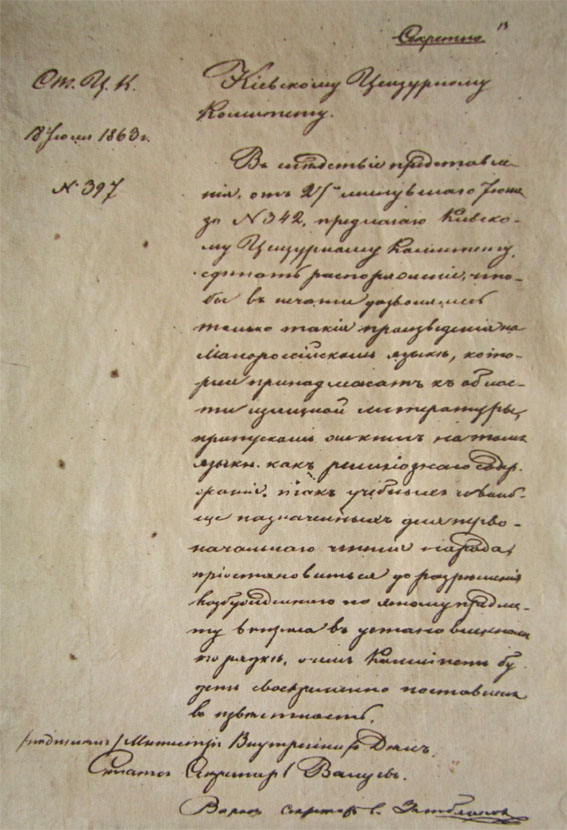
Walujew-Zirkular, 1863

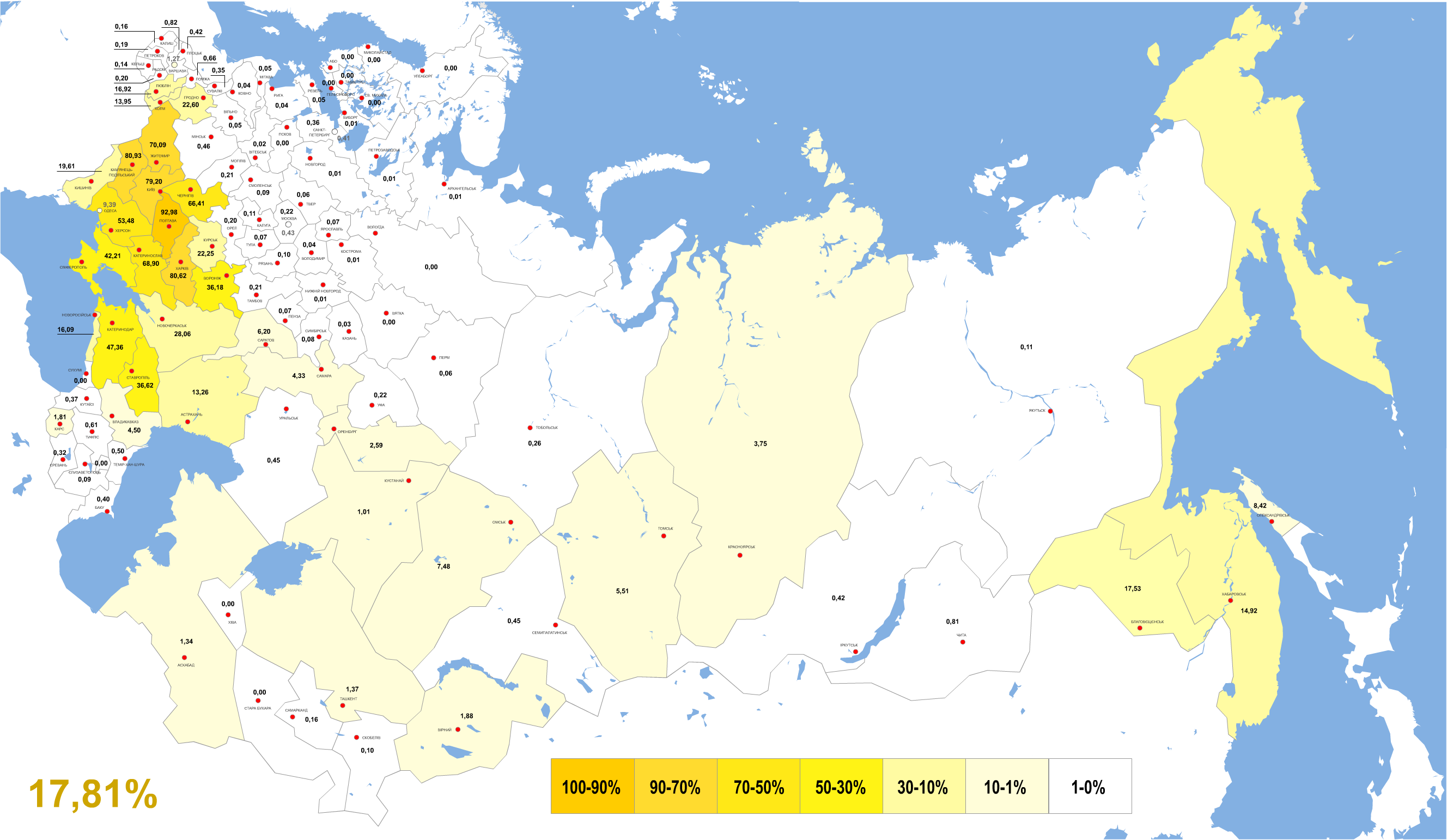
Verbreitung (Prozentzahl der Sprecher) der ukrainischen Sprache in den Gouvernements des Russischen Reiches nach der offiziellen Statistik 1897

Prozentzahl der ukrainischen Muttersprachler in der Ukraine nach der offiziellen Statistik 2001

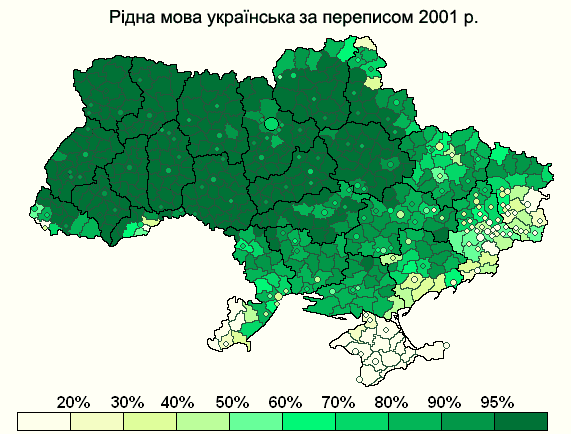
Anteil der ukrainischen Muttersprachler in den Rajonen und Städten der Ukraine nach der offiziellen Statistik 2001

Verbreitungsgebiet des Ukrainischen im frühen 20. Jahrhundert

Gegen Ende des 18. Jahrhunderts entwickelte sich neben dem bis dahin gebräuchlichen Kirchenslawischen eine aus der Volkssprache kommende ukrainische Schriftsprache und Literatur. Im 19. Jahrhundert erlebte die ukrainische Kultur und damit auch ihre Literatursprache eine Blütezeit; die Entwicklung konzentrierte sich weniger auf politische als auf wissenschaftliche Themen. 
Am 30. Juli 1863 erließ der russische Innenminister Pjotr Walujew das Walujew-Zirkular mit dem viele Veröffentlichungen (religiöse, pädagogische und Literatur, die für die Grundschulbildung der Bürger empfohlen wurden) sowie Belle-Lettres-Werke in ukrainischer Sprache verboten wurden.
1876 sprach Zar Alexander II. in Bad Ems auf Betreiben der zaristischen Zensurbehörde ein weitreichendes Verbot ukrainischsprachiger Publikationen aus (Emser Erlass) mit der Begründung, dass „es keine spezielle kleinrussische Sprache gab, es nicht gibt und nicht geben kann“. Bis zum 17. Oktoberjul. / 30. Oktober 1905greg., als das von Sergei Witte ausgearbeitete Oktobermanifest von Zar Nikolaus II. verkündet wurde, unterlagen ukrainische wissenschaftliche Publikationen, Lesungen, Ausstellungen und Konzerte diesem Diktat. Der bedeutendste ukrainische Dichter Taras Schewtschenko (1814–1861) wurde für seine Texte und Gedichte in die kasachische Verbannung geschickt.
Nach diesem Verbot konzentrierte sich das ganze literarisch-wissenschaftliche Leben auf das österreichisch-ungarische Kronland Galizien, hauptsächlich in der Hauptstadt Lemberg. Auch ostukrainische Schriftsteller druckten ihre Werke in Galizien, was die Bildung einer einheitlichen Schriftsprache förderte. Die in Österreich-Ungarn übliche Benennung für Ukrainisch war „Ruthenisch“. Es war in Galizien und in der Bukowina auch Schul- und Amtssprache.
In der Karpatoukraine und auf dem Gebiet Ungarns und der späteren Slowakei gab es bereits im 19. Jahrhundert Bestrebungen zu einer eigenen Schriftsprache, die zwar auch auf den örtlichen ukrainischen Dialekten beruhte, sich aber von der ukrainischen Standardsprache unterschied. Diese Bestrebungen haben ab dem Ende der 1980er Jahre wieder zugenommen, ihr Ergebnis war die Kodifikation der karpato-russinischen Sprache auf der Grundlage des Dialekts von Zemplin. Stärker abweichend ist die jugoslawo-russinische Sprache in der Vojvodina, die wegen Gemeinsamkeiten mit dem Slowakischen als Übergangsdialekt zwischen ostslawischer und westslawischer Sprachenfamilie betrachtet werden kann.
Mit der Gründung einer ukrainischen Volksrepublik 1918 wurde Ukrainisch erstmals zur Staatssprache, später auch in der Ukrainischen Sowjetrepublik. Während der Sowjetzeit war Ukrainisch also nicht verboten, jedoch dominierte die russische Sprache als Verkehrssprache alle wissenschaftlichen und literarischen Arbeiten sowie die Medien. Deshalb unterliegt die Umgangssprache bis heute starken russischen Einflüssen. Dies ist besonders dann bemerkbar, wenn ein Vergleich mit dem Wortschatz der starken ukrainischen Diaspora in Kanada vorgenommen wird: dort tauchen wesentlich weniger Begriffe russischen Ursprungs auf, während „kanadisch-ukrainische“ Wörter im einheimisch-ukrainischen Sprachgebrauch selten benutzt werden oder in der Umgangssprache veraltet und exotisch wirken.
Mit der Unabhängigkeit der Ukraine 1991 wurde Ukrainisch zur alleinigen Amtssprache des neuen Staates, wenngleich Russisch in der Ukraine nach wie vor eine äußerst wichtige Rolle spielt. Es gab hierüber heftige Debatten, da auf dem Staatsgebiet der Ukraine einerseits ein signifikanter Teil der Bevölkerung Russen sind, andererseits auch viele Ukrainer, besonders im Osten des Landes, ausschließlich Russisch sprechen. Eine im ganzen Land verbreitete (seit der Unabhängigkeit mit fallender Tendenz), nur mündlich verwendete Mischform des Ukrainischen und Russischen ist der Surschyk.
Aufgrund dieser historischen Entwicklung war das Thema „Sprache“ in der Ukraine stets emotional aufgeladen. Seit der Unabhängigkeit setzte eine Phase der Ukrainisierung ein, aber 2012 wurde der russischen Sprache in 13 der 27 Regionen des Landes wieder ein offizieller Status zugestanden. 

## Alphabet
Das heutige ukrainische Alphabet mit der wissenschaftlichen Transliteration, der deutschen Transkription und den Zeichen des Internationalen Phonetischen Alphabets (IPA):
| Groß | HTML-Entity | Klein | HTML-Entity | Wissenschaftliche Transliteration | Deutsche Transkription         | IPA            |
| ---- | ----------- | ----- | ----------- | --------------------------------- | ------------------------------ | -------------- |
| А    | &#1040;     | а     | &#1072;     | A a                               | A a                            | /ɑ/            |
| Б    | &#1041;     | б     | &#1073;     | B b                               | B b                            | /b/            |
| В    | &#1042;     | в     | &#1074;     | V v                               | W w                            | /w/            |
| Г    | &#1043;     | г     | &#1075;     | H h                               | H h                            | /ɦ/            |
| Ґ    | &#1168;     | ґ     | &#1169;     | G g                               | G g (1)                        | /ɡ/            |
| Д    | &#1044;     | д     | &#1076;     | D d                               | D d                            | /d/, /dʲ/      |
| Е    | &#1045;     | е     | &#1077;     | E e                               | E e                            | /ɛ/            |
| Є    | &#1028;     | є     | &#1108;     | Je je                             | Je je                          | /jɛ/ oder /ʲɛ/ |
| Ж    | &#1046;     | ж     | &#1078;     | Ž ž                               | Sch (Zh) sch (zh)              | /ʒ/            |
| З    | &#1047;     | з     | &#1079;     | Z z                               | S s                            | /z/, /zʲ/      |
| И    | &#1048;     | и     | &#1080;     | Y y                               | Y y                            | /ɪ̈/            |
| І    | &#1030;     | і     | &#1110;     | I i                               | I i                            | /i/, /ʲi/      |
| Ї    | &#1031;     | ї     | &#1111;     | Ji ji                             | Ji ji                          | /ji/           |
| Й    | &#1049;     | й     | &#1081;     | J j                               | J j                            | /j/            |
| К    | &#1050;     | к     | &#1082;     | K k                               | K k (statt ks auch x)          | /k/            |
| Л    | &#1051;     | л     | &#1083;     | L l                               | L l                            | /l/, /lʲ/      |
| М    | &#1052;     | м     | &#1084;     | M m                               | M m                            | /m/            |
| Н    | &#1053;     | н     | &#1085;     | N n                               | N n                            | /n/, /nʲ/      |
| О    | &#1054;     | о     | &#1086;     | O o                               | O o                            | /ɔ/            |
| П    | &#1055;     | п     | &#1087;     | P p                               | P p                            | /p/            |
| Р    | &#1056;     | р     | &#1088;     | R r                               | R r                            | /r/, /rʲ/      |
| С    | &#1057;     | с     | &#1089;     | S s                               | S s (zwischen Vokalen auch ss) | /s/, /sʲ/      |
| Т    | &#1058;     | т     | &#1090;     | T t                               | T t                            | /t/, /tʲ/      |
| У    | &#1059;     | у     | &#1091;     | U u                               | U u                            | /u/            |
| Ф    | &#1060;     | ф     | &#1092;     | F f                               | F f                            | /f/            |
| Х    | &#1061;     | х     | &#1093;     | Ch ch                             | Ch ch                          | /x/            |
| Ц    | &#1062;     | ц     | &#1094;     | C c                               | Z z                            | /t͡s/, /t͡sʲ/    |
| Ч    | &#1063;     | ч     | &#1095;     | Č č                               | Tsch tsch                      | /t͡ʃ/           |
| Ш    | &#1064;     | ш     | &#1096;     | Š š                               | Sch sch                        | /ʃ/            |
| Щ    | &#1065;     | щ     | &#1097;     | Šč šč                             | Schtsch schtsch (Stsch stsch)  | /ʃt͡ʃ/          |
|      |             | ь     | &#1100;     | ’ bzw. j (2) (Weichheitszeichen)  | (–) bzw. j                     | /◌ʲ/           |
| Ю    | &#1070;     | ю     | &#1102;     | Ju ju                             | Ju ju                          | /ju/ oder /ʲu/ |
| Я    | &#1071;     | я     | &#1103;     | Ja ja                             | Ja ja                          | /jɑ/ oder /ʲɑ/ |
|      |             | ’     |             | ’ (Apostroph) (3)                 | (–)                            |                |

Hinweise:

## Wortschatz und Aussprache
Aufgrund der relativ späten Differenzierung der einzelnen slawischen Sprachen aus dem gemeinsamen Ursprung Urslawisch ist der gemeinsame Wortschatz vergleichsweise groß, er beträgt etwa zwei Drittel. Ukrainisch unterscheidet sich in Wortschatz, Lautbildung und Satzbau vom Russischen etwas stärker als Belarussisch.
Im direkten Vergleich mit der russischen Sprache nennt J. B. Rudnyckyj unter anderem folgende Lautwandelprozesse (jeweils das erste Wort russisch und das zweite ukrainisch):
- Itazismus: die Vokale e und o werden in geschlossenen Silben zu i
Bsp.: Львов Lwow – Львів Lwiw („Lemberg“); кошка koschka – кішка kischka („Katze“)
- Ikavismus: der „jat“-Laut je wird zu i
Bsp.: месяц mjesjaz – місяць (misjaz') („Monat, Mond“); медь mjed' – мідь mid' („Kupfer)“
- harte Konsonanten vor dem e
Bsp.: весна wjesna – весна wesna („Frühling“); перед pjered – перед pered („vor“)
- Verschmelzung der altslawischen Laute i und ы zu и
Bsp.: пиво piwo – пиво pywo („Bier“); нитка nitka – нитка nytka („Garn“)
- Entwicklung des g-Lauts zu h
Bsp.: голова golowa (galawá) – голова holowa („Kopf“); горло gorlo – горло horlo („Kehle, Hals“)
- die Vokalisierung des l-Lautes, geschrieben в
Bsp.: пил pil – пив pyw („er trank“); брал bral – брав braw („er nahm“); волк wolk – вовк wowk („Wolf“).

Ein Beispiel für Unterschiede im Wortschatz ist das Verb „heiraten“:
- ukrainisch: одружуватися odruschuwatysja () (für beide Geschlechter; Wortstamm дружба druschba „Freundschaft“, auch дружина druschyna „Gattin“)
- russisch: жениться schenit'sja (für den Mann, wörtlich: „sich beweiben“; Wortstamm жена schena „Frau“), выходить замуж wychodit' samusch (für die Frau, wörtlich: „hinter den Mann treten“)

## Grammatik
Die ukrainische Sprache unterscheidet sieben Fälle (відмінки widminky):
- Nominativ (називний відмінок nasywnyj widminok)
- Genitiv (родовий відмінок rodowyj widminok)
- Dativ (давальний відмінок dawalnyj widminok)
- Akkusativ (знахідний відмінок snachidnyj widminok)
- Instrumentalis (орудний відмінок orudnyj widminok)
- Lokativ (місцевий відмінок miszewyj widminok), entspricht dem russischen Präpositiv
- Vokativ (кличний відмінок klytschnyj widminok), reine Anredeform

Bei der Flexion der Substantive unterscheidet man sogenannte Deklinationsklassen (відміна widmina), wobei diese zusätzlich zum Genus die Flexion bestimmen. Darüber hinaus werden innerhalb einiger Deklinationsklassen Gruppen unterschieden, die sich durch die Art ihrer Endungen (hart, weich, gemischt) auszeichnen.
Eine Eigenheit ukrainischer Adjektive ist die Bildung von Formen, die eine emotionale Einstellung zu Personen und Gegenständen kennzeichnen; diese kann verkleinernd, liebkosend, vergrößernd oder vergröbernd sein. So wird zum Beispiel das Adjektiv „schön“ (гарний harnyj) durch die Form гарненький harnenkyj „verzärtlicht“ (siehe Diminutiv bei Substantiven). Die Adjektive werden ebenfalls in zwei Gruppen (hart und weich) dekliniert.
Während man im Ukrainischen nur drei Zeitkategorien (Vergangenheit, Gegenwart, Zukunft) des Verbs unterscheidet, spielt wie auch in anderen slawischen Sprachen der Aspekt eine große Rolle. So existiert fast jedes Verb paarweise im unvollendeten (imperfektiven) und vollendeten (perfektiven) Aspekt. In ihrer lexikalischen Bedeutung sind diese Aspektpaare meist identisch. Die jeweils imperfektive Verbform drückt eine unvollendete, in der Zeit nicht begrenzte Handlung in Vergangenheit, Gegenwart oder Zukunft aus. Die perfektive Verbform dagegen kommt nur im Präteritum und Präsens vor, wobei dem grammatisch perfektiven Präsens eine Futurbedeutung zukommt. Diese Besonderheit des Verbs kann viele verschiedene Funktionen und Merkmale annehmen, die dem Nicht-Muttersprachler schwer zu vermitteln sind; der Bedeutungsunterschied kann manchmal nur aus dem Kontext verstanden werden.

## Sprachbeispiel
Allgemeine Erklärung der Menschenrechte, Artikel 1:
Всі люди народжуються вільними і рівними у своїй гідності та правах. Вони наділені розумом і совістю і повинні діяти у відношенні один до одного в дусі братерства.

ukrainische Transliteration:
Vsi ljudy narodžujut'sja vil'nymy i rivnymy u svojij hidnosti ta pravach. Vony nadileni rozumom i sovistju i povynni dijaty u vidnošenni odyn do odnoho v dusi braterstva.
deutsche Transkription:
Wsi ljudy narodschujut'sja wilnymy i riwnymy i swojij hidnosti ta prawach. Wony nadileni rosumom i sowisstju i powynni dijaty u widnoschenni odyn do odnoho w dussi braterstwa.
deutsche Übersetzung:
Alle Menschen sind frei und gleich an Würde und Rechten geboren. Sie sind mit Vernunft und Gewissen begabt und sollen einander im Geist der Brüderlichkeit begegnen.
Für „falsche Freunde“ zwischen deutscher und ukrainischer Sprache siehe Liste falscher Freunde in slawischen Sprachen.